# Недоїдання
Недоїда́ння — напівголодне існування, стан організму, що є наслідком недостатнього або неадекватного харчування. Переважно мова йде саме про брак продуктів харчування в раціоні, рідше, про порушення травлення і всмоктування в шлунково-кишковому тракті, або надмірній втраті поживних речовин (найчастіше жирів і вуглеводів).
Всесвітня організація охорони здоров'я наводить недоїдання, як найбільшу загрозу для здоров'я населення у світі. Покращення харчування розглядається як найефективніша форма допомоги.

## Визначення
За розрахунками ФАО, людина повинна споживати 2 400-2 500 ккал на день. Чітко виражене недоїдання настає тоді, коли людина отримує менш як 1800 ккал на день, а виразний голод — коли вона отримує менше ніж 1000 ккал на день.
За оцінками, у світі від 500 млн до 800 млн осіб отримують менш ніж 1 000 ккал на день і ще 1,5 млрд людей отримують 1 000-1 800 ккал на день.
Важлива не тільки калорійність харчування, а й споживання білків. У розвинених країнах добове споживання білків душу населення становить близько 100 г, з яких понад 50 % припадають на білки тваринного походження. У країнах, що розвиваються, ці показники дорівнюють відповідно трохи більше ніж 50 г і приблизно 20 %. При цьому за недостатньої калорійності їжі частина білків використовується в організмі як джерело енергії й виникає протеїнове голодування.

## У суспільстві
Недоїдання як брак поживних речовин для підтримки нормального функціонування організму зазвичай пов'язане з бідністю в країнах, що розвиваються. Проте порушення харчування, як загальніший термін, зокрема нераціональне харчування, можуть спостерігатися і в розвинених країнах, у людей з надмірною масою тіла. Також причиною недоїдання може бути дієта.
Як правило, при недоїданні спостерігається дефіцит енергетичної цінності їжі (кількості калорій), також людині може не вистачати білків, вітамінів, мікроелементів. Такі порушення в побуті позначають іншими термінами, наприклад, авітамінозом, або ще вужчими, що позначають окремі види недостатку певних поживних речовин. Як приклад можна навести цингу у випадку дефіциту вітаміну C.
Недоїдання може призвести до значного ослаблення організму, депресії, апатії або роздратування.

## У світі
Організація ООН з продовольства й сільського господарства визначає голод як споживання менш як 1,8 тис. кілокалорій на день.
За даними організації Save the Children «Життя вільне від голоду. Боротьба з недоїданням серед дітей» через недоїдання у 170 млн дітей у віці до п'яти років спостерігається затримка росту.
У п'яти країнах світу, а саме в Пакистані, Бангладеш, Індії, Перу та Нігерії проживає половина усіх дітей світу, які мають затримки у рості внаслідок недоїдання.
В Індії 50 % дітей потерпають від недоїдання, а 25 % часто ходять голодними. Більш як 30 000 дітей щороку вмирають від голоду в Афганістані.
Проблема недоїдання й загалом голоду дуже актуальна для багатьох країн Африки, особливо для Сахельського регіону, для Сомалі й Еритреї, де спостерігається найсильніша за останні 60 років посуха. За останніми повідомленнями значно погіршилася ситуація з забезпеченням населення продовольством у Ємені.
Фінансова й економічна криза у Греції призвела до дедалі частіших випадків недоїдання серед дітей.
Серед країн, рівень недоїдання в яких наближається до критичної позначки, зараховують такі країни СНД, як Азербайджан, Вірменію та Грузію.
В Україні недоїдання не є масовим явищем, проте були зафіксовані непоодинокі випадки недоїдання зокрема серед дітей.
Недоїдання є основною причиною смерті третини дітей у світі. За статистикою щогодини у світі від голоду вмирають 300 дітей.
За оцінками Світового Банку, затримки в рості дітей призводять до скорочення ВВП країни на 2-3 %. Діти, які не доїдають все-таки як правило, не помирають, але розумово і фізично відстають від однолітків, що мають нормальне харчування, так вони можуть мати на 15 пунктів нижчий IQ.

## Причини неповноцінного харчування
- Бідність
- Захворювання шлунково-кишкового тракту
- Порушення всмоктування
- Депресія
- Анорексія
- Булімія
- Цукровий діабет
- Дотримання посту
- Кома
- Алкоголізм
- Надмірне споживання жирів та вуглеводів
- Перенаселення[16]
- Промислові способи переробки харчових продуктів

## Медичні наслідки недоїдання

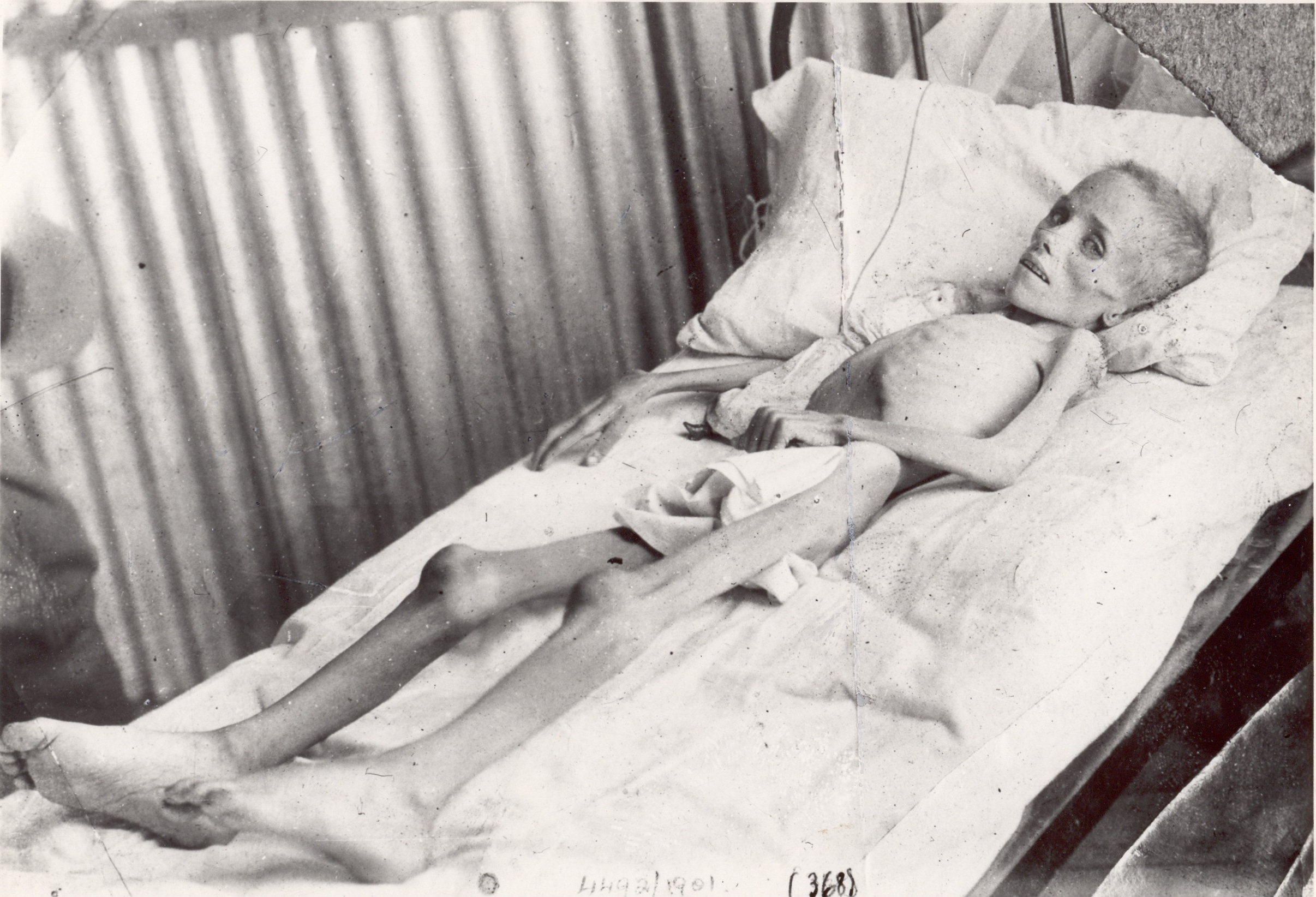
Кахексія.

— різновид тяжкої дистрофії.
Гіпотрофія (грец. υπο — під, нижче, грец. τροφια — харчування; лат. hypotrophia) — хронічний розлад харчування, що виявляється дефіцитом маси тіла. В англо-американській літературі для позначення цього стану застосовується термін (англ. malnutrition — недостатнє або неправильне харчування). Найпоширеніший наслідок недостатнього харчування — білково-калорійна недостатність. За даними ВООЗ до 20 — 30 % дітей в країнах, що розвиваються страждають від білково-калорійної або інший недостатності харчування. Описаний розвиток синдрому Ачора—Сміта.

## Статистика

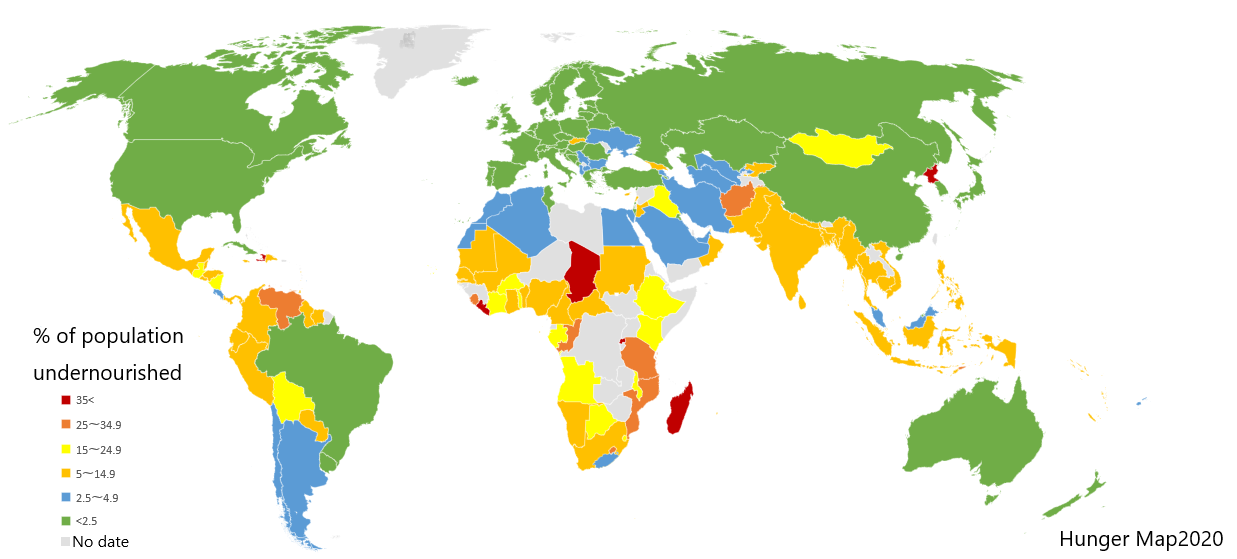
Карта світу з позначеннями часток населення, що страждають від недоїдання.

Згідно зі звітом Food and Agriculture Organization в 2001—2003 роках у наведених нижче країнах було зареєстровано найбільше осіб, що страждають від недоїдання (щонайменше 5 мільйонів осіб):
| Країна                        | Кількість тих, що недоїдають, млн |
| ----------------------------- | --------------------------------- |
| Індія                         | 198.0                             |
| Китай                         | 150.0                             |
| Бангладеш                     | 43.1                              |
| Демократична Республіка Конго | 37.0                              |
| Пакистан                      | 35.2                              |
| Ефіопія                       | 31.5                              |
| Танзанія                      | 16.1                              |
| Філіппіни                     | 15.2                              |
| Бразилія                      | 14.4                              |
| Індонезія                     | 13.8                              |
| В'єтнам                       | 13.8                              |
| Таїланд                       | 13.4                              |
| Нігерія                       | 11.5                              |
| Кенія                         | 9.7                               |
| Судан                         | 8.8                               |
| Мозамбік                      | 8.3                               |
| Північна Корея                | 7.9                               |
| Ємен                          | 7.1                               |
| Мадагаскар                    | 6.5                               |
| Колумбія                      | 5.9                               |
| Зімбабве                      | 5.7                               |
| Мексика                       | 5.1                               |
| Замбія                        | 5.1                               |
| Ангола                        | 5.0                               |

## Брак поживних речовин
Недоїдання спричинює в організмі людини дефіцит різних поживних речовин, що може призводити до численних захворювань та розладів. У таблиці подано перелік різних речовин та наслідки, до яких призводить брак або надлишок цих речовин в організмі людини.
| Поживні речовини             | Дефіцит                                                                                               | Надлишок |
| ---------------------------- | --- | --- |
| Енергія продуктів харчування | Голод, Маразм                                                                                         | Ожиріння, цукровий діабет, Серцево-судинні захворювання                                                     |
| Прості вуглеводи             | Жодного наслідку                                                                                      | Цукровий діабет, ожиріння                                                                                   |
| Складні вуглеводи            | Жодного наслідку                                                                                      | Ожиріння |
| Насичені жири                | Низький рівень статевих гормонів                                                                      | Серцево-судинні захворювання                                                                                |
| Транс-жири                   | Жодного наслідку                                                                                      | Серцево-судинні захворювання                                                                                |
| Ненасичені жири              | Жодного наслідку                                                                                      | Ожиріння |
| Жир                          | Порушення всмоктування жиророзчинних вітамінів, отруєння протеїнами (якщо споживання білка є високим) | Серцево-судинні захворювання (за припущенням деяких науковців)                                              |
| Омега-3 жири                 | Серцево-судинні захворювання                                                                          | Кровотечі, крововиливи                                                                                      |
| Омега-6 жири                 | Жодного наслідку                                                                                      | Серцево-судинні захворювання, рак                                                                           |
| Холестерин                   | Жодного наслідку                                                                                      | Серцево-судинні захворювання                                                                                |
| Білки                        | Квашиоркор                                                                                            | Протеїнове отруєння                                                                                         |
| Натрій                       | Гіпонатріємія                                                                                         | Гіпернатріємія, гіпертонія                                                                                  |
| Залізо                       | Дефіцит заліза: Анемія                                                                                | Цироз, Серцево-судинні захворювання                                                                         |
| Йод                          | Дефіцит йоду: зоб, гіпотиреоз                                                                         | Токсичність йоду (зоб, гіпотиреоз)                                                                          |
| Вітамін                      | Дефіцит вітаміну А: Ксерофтальмія і куряча сліпота, низький рівень тестостерону                       | Гіпервітаміноз (цироз печінки, випадання волосся)                                                           |
| Вітамін B1                   | Бері-бері                                                                                             | |
| Вітамін B2                   | Арибофлавіноз: розтріскування шкіри і виразка рогівки                                                 | |
| Вітамін B3                   | Пелагра                                                                                               | Диспепсія, аритмія, вроджені дефекти                                                                        |
| Вітамін B12                  | Перніціозна анемія                                                                                    | |
| Вітамін C                    | Цинга                                                                                                 | Пронос, що викликає зневоднення                                                                             |
| Вітамін D                    | Рахіт                                                                                                 | Гіпервітаміноз D (зневоднення, блювання, закреп)                                                            |
| Вітамін Е                    | Нервові розлади                                                                                       | Гіпервітаміноз Е (антикоагулянт: надмірна кровотеча)                                                        |
| Вітамін K                    | Дефіцит вітамінів: Кровотеча                                                                          | |
| Кальцій                      | Остеопороз, тетанія, карпопедальний спазм, ларингоспазм, серцева аритмія                              | Втома, депресія, стан розгубленості, анорексія, нудота, блювота запор, панкреатит, підвищене сечовипускання |
| Магній                       | Дефіцит магнію: Гіпертонія                                                                            | Слабкість, нудота, блювання, порушення дихання, гіпотензія                                                  |
| Калій                        | Гіпокаліємія, серцева аритмія                                                                         | Гіперкаліємія, прискорене серцебиття                                                                        |
| Бор                          | Борний дефіцит                                                                                        | |
| Марганець                    | Марганцевий дефіцит                                                                                   | |